# Bondieuserie

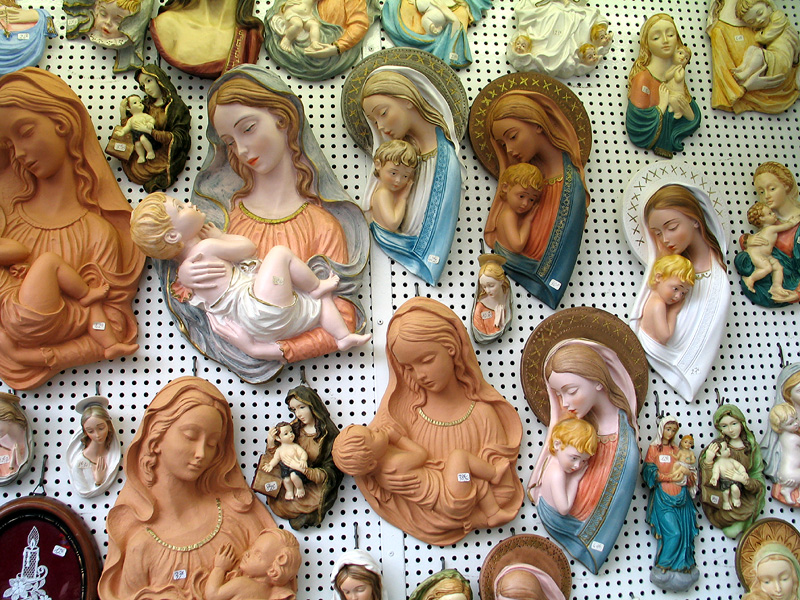
Une boutique, boulevard de la Grotte, à Lourdes.

Le mot bondieuserie (de « bon Dieu ») est un terme familier et péjoratif qui décrit un comportement outré ou des objets de piété de mauvais goût. Le mot apparaît en France en 1861, dans Les Réfractaires de Jules Vallès,, et il s'applique à certaines formes de pratique religieuse dans le cas du catholicisme.

## Comportement
La dévotion religieuse, lorsqu'elle s'attache plus à la forme (accessoires liés au rite ou à la dévotion) qu'au fond, est appelée « bondieuserie ».[réf. nécessaire]
Ce concept est différent de la bigoterie. Ce dernier terme se rapportant davantage à une attitude étroite du croyant.[réf. nécessaire]

## Objets
Les objets liturgiques (objets utilisés pendant la messe) ou, plus fréquemment, les objets qui accompagnent la dévotion, sont facilement qualifiés de « bondieuseries »[réf. nécessaire], notamment lorsqu'ils n'ont rien de précieux ou qu'ils ont quelque chose de mièvre, de ridicule, ou qu'ils sont d'un goût douteux (kitsch).
On parle aussi d'art saint-sulpicien, en référence au quartier de l'église Saint-Sulpice à Paris, où étaient vendus en masse des peintures et des sculptures à caractère religieux, des crucifix, des images pieuses, etc.
Les collectionneurs d'images pieuses et, par extension, de tous les objets qualifiés de « bondieuseries » par certains se nomment des canivettistes.